# СНВ-I
Договор о сокращении стратегических наступательных вооружений (СНВ-1) — двусторонний договор между США и СССР. Подписан 30—31 июля 1991 года в Москве, вступил в силу 5 декабря 1994 года. Срок действия договора истёк 5 декабря 2009 года.

## Цели договора
Согласно договору, США и СССР должны были в течение 7 лет сократить свои ядерные арсеналы таким образом, чтобы у каждой из сторон осталось не более 6000 единиц. В реальности, согласно «правилам зачёта» боезарядов, находящихся на тяжёлых бомбардировщиках, США могли иметь около 8500 боеголовок, а СССР — 6500.
Договором запрещалось производство, испытание и развёртывание баллистических ракет воздушного запуска (БРВЗ — в СССР разрабатывалось несколько проектов, гражданский вариант — Воздушный старт (проект)), донных пусковых установок баллистических и крылатых ракет (в том числе размещаемых и во внутренних водах), а также орбитальных ракет (Р-36орб).
Базирование подвижных грунтовых ракетных комплексов разрешалось только в ограниченных районах, при этом требовалось указывать названия районов и их географические координаты.

## Лиссабонский протокол
Договор СНВ-1 был подписан, когда парад суверенитетов советских республик вёл к распаду СССР. Всего через полгода после подписания договора СССР прекратил существование. На его территории появились много независимых республик, а на территории четырёх находились ядерные вооружения ВС СССР: Россия, Украина, Казахстан, Белоруссия. Россия сразу же после ликвидации Советского Союза заявила о продолжении выполнения международных обязательств СССР, в том числе договора СНВ-1.

Российская Федерация продолжает осуществлять права и выполнять обязательства, вытекающие из международных договоров, заключенных СССР, а правительство Российской Федерации будет выполнять вместо правительства СССР функции депозитария по соответствующим международным договорам.— Нота МИД России, от 13 января 1992 года.
Однако другие республики, в том числе и Украина, Казахстан и Белоруссия не сохранили за собой каких либо обязательств СССР.
Решение о вывозе в Россию тактических ядерных боеприпасов было принято вскоре после подписания Беловежских соглашений в виде подписанного 21 декабря 1991 года в Алма-Ате «Соглашения о совместных мерах в отношении ядерного оружия». Уже весной 1992 года все тактические ядерные боеприпасы с территории бывшего СССР были вывезены в Россию. Стратегические ядерные боеприпасы распределялись следующим образом:
| Республика        | МБР  | БРПЛ | Авиационные | Всего |
| ----------------- | ---- | ---- | ----------- | ----- |
| РСФСР             | 3970 | 2652 | 271         | 6893  |
| УССР              | 1240 | Нет  | 372         | 1612  |
| КазССР            | 980  | Нет  | 240         | 1220  |
| БССР              | 81   | Нет  | Нет         | 81    |
| Итого в Союзе ССР | 6171 | 2652 | 883         | 9806  |

Судьба стратегических ядерных вооружений была решена в рамках подписания Россией, Украиной, Казахстаном, Белоруссией и США дополнительного соглашения к СНВ-1, известного как Лиссабонский протокол. Подписание состоялось 23 мая 1992 года в Лиссабоне. Протокол оговаривал, что Белоруссия, Казахстан, Россия и Украина являются правопреемниками СССР по условиям Договора СНВ-1. Также протокол оговаривал обязательства Белоруссии, Казахстана и Украины в кратчайшие сроки избавиться от ядерных вооружений и присоединиться к Договору о нераспространении ядерного оружия (ДНЯО) на правах государств, не обладающих ядерным оружием.

## Исполнение договора
Согласно лиссабонским договоренностям договор СНВ-1 вступал в силу после его ратификации всеми подписантами Лиссабонского протокола. Однако белорусское, казахстанское и украинское руководство настаивало на компенсации за вывод стратегических ядерных вооружений со своей территории.

### Белоруссия
4 февраля 1993 года парламент Белоруссии ратифицировал Договор СНВ-1 и Лиссабонский протокол. 22 июля 1993 года Белоруссия присоединилась к ДНЯО в качестве безъядерного государства. В обмен Белоруссия получила средства на ликвидацию боезарядов и их носителей на территории государства в рамках американской Программы совместного уменьшения угрозы («Программа Нанна-Лугара»). Также существовал ряд программ помощи со стороны Германии, Швеции и Японии по повышению уровня безопасности на ядерно-опасных объектах Белоруссии.

### Казахстан
2 июля 1992 года парламент Казахстана ратифицировал Договор СНВ-1 и Лиссабонский протокол. 12 февраля 1994 года Казахстан присоединился к ДНЯО в качестве безъядерного государства. Так как на территории республики оказалось множество ядерно-опасных объектов, включая объекты с высокообогащенным ураном и плутонием, Казахстан получил ряд программ и сделок по снижению опасности, исходящей от них. В их числе была помощь в рамках программы Нанна-Лугара (85 млн долларов) и выкуп США высокообогащенного урана.

### Украина
Несмотря на заявленный ещё в 1991 году Верховной Радой безъядерный статус Украины позиция Украины при ратификации Лиссабонского протокола и договора СНВ-I оказалась более сложной. Компенсацию за безъядерный статус правительство Украины оценило в $2,8 млрд и требовало гарантий безопасности от всех держав, официально обладающих ядерным оружием (России, США, Великобритании, Франции и Китая). 18 ноября 1993 года Верховная Рада ратифицировала Договор СНВ-1 с односторонними изменениями, которые оговаривали сохранение за Украиной ядерных вооружений. США и Россия не приняли эту ратификацию. После интенсивных переговоров 3 февраля 1994 года Верховная Рада ратифицировала оригинальные Договор СНВ-1 и Лиссабонский протокол. 16 ноября 1994 года Украина присоединилась к ДНЯО в качестве безъядерного государства. В качестве компенсации Украина получила порядка 500 млн долларов по программе Нанна-Лугара. Также США увязали заключение контракта по соглашению ВОУ-НОУ с поставками Россией ядерного топлива для украинских АЭС на сумму 160 млн долларов в качестве компенсации за ядерное оружие.

### Россия
Россия ратифицировала Договор СНВ-1 и Лиссабонский протокол 4 ноября 1992 года.

### Итоги
Договор вступил в силу 5 декабря 1994 года.
6 декабря 2001 г. Россия и США заявили, что выполнили обязательства по Договору СНВ-1. По данным военных экспертов: у России было 1136 носителей и 5518 боезарядов, у США — 1237 стратегических носителей с размещенными на них 5948 ядерными боезарядами.
По состоянию на 1 января 2007 г. в составе стратегических сил России имелся 741 носитель. Всего стратегические носители могут нести до 3821 боезаряда.
При выполнении этого договора было зафиксировано около 10 серьёзных нарушений, допущенных США. В частности, ядерные боеголовки и вторые ступени ракет не утилизировались, а складировались, за счёт чего был создан так называемый «возвратный потенциал».